# Washington (Arkansas)
Pour les articles homonymes, voir Washington.
La ville de Washington est située dans le comté de Hempstead, dans l’État de l'Arkansas, aux États-Unis.

## Histoire
Washington a été la capitale de l’État d'Arkansas pour le compte de la Confédération de 1863 à 1865 alors que Little Rock était occupée par l'armée de l'Union. Elle décline rapidement quand la voie de chemin de fer en construction passa au loin de la ville.

## Population et société

### Démographie
Sa population s’élevait à 180 habitants lors du recensement de 2010 et est estimée à 170 habitants en 2017.
| 1880 | 1890 | 1900 | 1910 | 1920 | 1930 | 1940 | 1950 |
| ---- | ---- | ---- | ---- | ---- | ---- | ---- | ---- |
| 730  | 519  | 374  | 399  | 556  | 457  | 432  | 344  |

| 1960 | 1970 | 1980 | 1990 | 2000 | 2010 | - | - |
| ---- | ---- | ---- | ---- | ---- | ---- | - | - |
| 321  | 290  | 265  | 148  | 148  | 180  | - | - |